# Platambus balfourbrownei
Platambus balfourbrownei är en skalbaggsart som beskrevs av Vazirani 1965. Platambus balfourbrownei ingår i släktet Platambus och familjen dykare. Inga underarter finns listade i Catalogue of Life.